# Chouamta (Iméréthie)
Pour les articles homonymes, voir Chouamta.
Chouamta ou Chkvishi (en géorgien ჭყვიში), est un village de la municipalité de Vani, en Iméréthie, en Géorgie.

## Histoire
Le village est mentionné pour la première fois au XVIe siècle. Le Galaktion and Titsian Tabidze House Museum (en) y est situé,. 

## Population
Selon le recensement national de 2014, Chkvishi comptait 376 habitants, presque entièrement géorgiens.
| Population | recensement de 2002 | Recensement de 2014 |
| ---------- | ------------------- | ------------------- |
| Total      | 543                 | 376                 |

## Personnalités
- Galaktion Tabidze (1891-1959), poète, y est né ;
- Titsian Tabidze (1890-1937), poète, y est né.